# Chutes Owen
Les Chutes Owen (en anglais : Owen Falls) sont des chutes d'eau sur le Nil blanc en Ouganda. Elles sont situées à proximité de la ville de Jinja, 4 km après que le fleuve ait quitté le Lac Victoria. Les chutes, avec les chutes Rippon situés à proximité, furent submergées en 1954 avec l'achèvement du  barrage des chutes d'Owen (renommé plus tard Nalubaale, mais l'ancien nom est toujours usité) qui accueille depuis une centrale de production d'hydroélectricité.

## Actualité
De documents déclassifiés le 1er décembre 2006 par le Gouvernement britannique, il apparaît que le gouvernement en place lors de la crise du canal de Suez avait envisagé à l'époque de détourner le Nil blanc à partir des chutes d'Owen pour forcer le président égyptien Gamal Abdel Nasser à revenir sur sa décision de nationaliser le Canal de Suez.
Le plan mis au point par les militaires britanniques consistait à réduire de 90 % de débit du Nil blanc via les chutes d'Owen, ce qui aurait eu pour conséquence de ruiner l'agriculture égyptienne. 
Le plan fut présenté au Premier ministre britannique de l'époque Anthony Eden six semaines avant l'expédition militaire de Suez d'octobre 1956. Il ne fut jamais mis en application vu les risques opérationnels et politiques courus lors d'une telle opération, et l'option militaire fut prise conjointement avec la France.